# 나를 만드는 것은 나/전혀 일어나지 못하는 SUNDAY
〈나를 만드는 것은 나/전혀 일어나지 못하는 SUNDAY〉(私を創るのは私/全然起き上がれないSUNDAY 와타시오츠쿠루노와와타시/젠젠오키아카레나이산데이[*])은 안주루무의 열 번째 싱글이다. 2019년 11월 20일에 업프런트 워크스(hachama 레이블)에서 발매됐다.

## 개요
- 하시사코 린 첫 참가 싱글.
- 나카니시 카나(2019년 12월 10일 졸업), 무로타 미즈키(2020년 3월 22일 졸업), 오오타 하루카(2020년 2월 22일부터 활동 휴지, 동년 10월 13일에 그룹 활동 종료) 마지막 참가 싱글이다.
- 9월 25일에 졸업한 카츠다 리나의 솔로곡인 "とっておきのオシャレをして"는 통상반 A 곡으로 수록. 9월 16일에 iTunes Store에서 선행 착신.
- 초도 생산 한정반 A · B · 스페셜(이하 ‘SP’), 통상반 A · B의 다섯 가지 형태로 발매됐다. SP를 포함하는 초도 생산 한정반은 CD+DVD, 통상반은 CD만으로 구성되어 있다. 초도 생산 한정반 SP에만 ‘이벤트 추첨 시리얼 넘버 카드’가 봉입되어 있다. 통상반의 초도 사양에만 트레이딩 카드 크기의 생사진 솔로 12종+단체 1종에서 랜던으로 1장이 봉입(통상반 A는 ‘私を創るのは私→나를 만드는 것은 나’ Ver., 통상반 B는 ‘全然起き上がれないSUNDAY→전혀 일어나지 못하는 SUNDAY’ Ver.)됐다.

## 발매일
| 국가 | 날짜             | 레이블                 | 포맷            | 상품 번호                            |
| ---- | ---------------- | ---------------------- | --------------- | ------------------------------------ |
| 일본 | 2019년 9월 16일  | UP-FRONT WORKS         | 디지털 다운로드 |                                      |
| 일본 | 2019년 11월 20일 | hachama/UP-FRONT WORKS | CD+DVD          | HKCN-50621 ~ 2 (초도 생산 한정반 A)  |
| 일본 | 2019년 11월 20일 | hachama/UP-FRONT WORKS | CD+DVD          | HKCN-50623 ~ 4 (초도 생산 한정반 B)  |
| 일본 | 2019년 11월 20일 | hachama/UP-FRONT WORKS | CD+DVD          | HKCN-50625 ~ 6 (초도 생산 한정반 SP) |
| 일본 | 2019년 11월 20일 | hachama/UP-FRONT WORKS | CD              | HKCN-50627 (통상반 A）               |
| 일본 | 2019년 11월 20일 | hachama/UP-FRONT WORKS | CD              | HKCN-50628 (통상반 B)                |
| 일본 | 2019년 11월 20일 | hachama/UP-FRONT WORKS | 디지털 다운로드 | HKCN-50628 (LC-AAC)                  |
| 일본 | 2019년 11월 20일 | hachama/UP-FRONT WORKS | 디지털 다운로드 | HKCN-50628-HR(FLAC · 96kHz/24bit)    |

## 참가 멤버
- 2기 : 나카니시 카나, 타케우치 아카리
- 3기 : 무로타 미즈키, 사사키 리카코
- 4기 : 카미코쿠료 모에
- 5기 : 카사하라 모모나
- 6기 : 후나키 무스부, 카와무라 아야노
- 7기 : 오타 하루카, 이세 레이라
- 8기 : 하시사코 린

### 내용주
1. ↑  인디즈를 포함하는 스마이레지 때부터 통산으로는 31번째(메이저로 한정하면 27번째)이다.

### 참조주
1. ↑  「とっておきのオシャレをして」의 선행 착신